# Becquerel (cráter lunar)
Becquerel es un cráter de impacto que se encuentra en el hemisferio norte de la cara oculta de la Luna. Es una formación antigua y muy desgastada que ahora es poco más que una depresión irregular en la superficie. El borde exterior se ha desgastado y remodelado hasta formar una región montañosa alrededor del interior más plano.

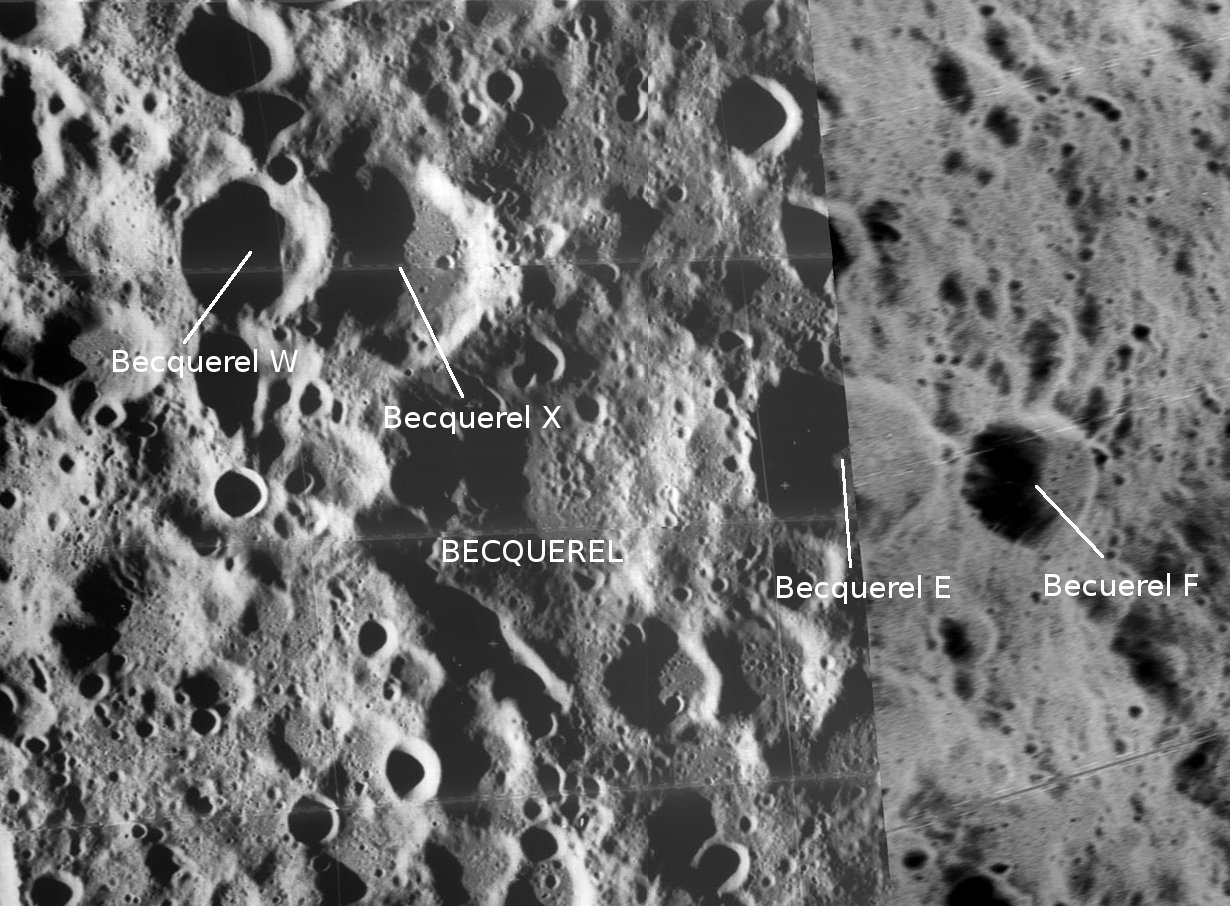
Localización de Becquerel

La más notable de las formaciones en el borde es Becquerel X, que es parte de un cráter doble a lo largo del borde noroeste. Hay un corto valle paralelo al borde del suroeste, muy probablemente formado por la fusión de varios cráteres pequeños. El piso interior de Becquerel es relativamente plano, pero con secciones accidentadas y varios pequeños cráteres que marcan la superficie. Hay una mancha oscura de bajo albedo cerca del borde sur.

## Cráteres satélite
Por convención estos elementos son identificados en los mapas lunares poniendo la letra en el lado del punto medio del cráter que está más cerca de Becquerel.
|           | \| Becquerel \| Coordenadas \| Diámetro \| \| --------- \| ------------------------------ \| -------- \| \| E \| 41°00′N 131°30′E / 41.0, 131.5 \| 32 km \| \| F \| 40°54′N 132°54′E / 40.9, 132.9 \| 21 km \| \| W \| 42°12′N 126°54′E / 42.2, 126.9 \| 27 km \| \| X \| 42°12′N 128°06′E / 42.2, 128.1 \| 34 km \| |          |
| Becquerel | Coordenadas | Diámetro |
| E         | 41°00′N 131°30′E / 41.0, 131.5 | 32 km    |
| F         | 40°54′N 132°54′E / 40.9, 132.9 | 21 km    |
| W         | 42°12′N 126°54′E / 42.2, 126.9 | 27 km    |
| X         | 42°12′N 128°06′E / 42.2, 128.1 | 34 km    |